# Роблес, Даниэль Аломиа
Даниэль Аломиа Роблес (исп. Daniel Alomía Robles, 3 января 1871 года, Уануко — 18 июня 1942 года) — перуанский композитор и музыковед-фольклорист. Отец кинорежиссёра Армандо Роблеса Годоя.

## Биография
Сын французского иммигранта, Марциала Аломия, и Микаэлы Роблес.
Ученик Мануэля де ла Крус Панисо и Клаудио Ребальятти.
Изучал и обрабатывал музыку индейских племен (инков, андскую музыку), наибольшую известность получил сочинением песни «Полет кондора» («El Cóndor pasa») в составе одноимённой сарсуэлы (испаноязычной народной оперы). Инструментальная мелодия песни была признана Национальным достоянием культуры Перу.
В западной культуре мелодию популяризовали с новым, англоязычным текстом («If I could…») участники американского (США) дуэта Пол Саймон и Арт Гарфанкел, услышавшие её на парижском концерте фольклорной группы «Los Incas».
Роблес путешествовал с исследовательскими целями по странам Латинской Америки, собирая мелодии и привозя из поездок музыкальные инструменты и традиционную керамику, жил какое-то время в США.